# Matt Smith
Matthew Robert Smith (* 28. října 1982, Northampton, Northamptonshire, Anglie) je britský herec. Jeho nejznámější rolí je jedenáctá regenerace Doktora v televizním seriálu Pán času, za kterou v roce 2011 získal nominaci na cenu BAFTA. Dále se také proslavil rolí Prince Philipa v seriálu Koruna.
Původně se chtěl stát profesionálním fotbalistou, ale kvůli poranění zad nemohl svůj sen uskutečnit. Poté, co se přidal do National Youth Theatre a studoval drama a tvůrčí psaní na University of East Anglia, tak se v roce 2003 stal hercem, když hrál v londýnských divadlech ve hrách jako Murder in the Cathedral, Fresh Kills, The History Boys a On the Shore of the Wide World. Poté svůj divadelní repertoár rozšířil i do West Endu, kde vystoupl ve hře Swimming with Sharks a o rok později získal přízeň kritiků za roli Henryho ve hře That Face.
Před účinkováním v Pánovi času přišla jeho první televizní zkušenost v roce 2006 ve filmech Záhady Sally Lockhartové - Rubín v kouři a Záhady Sally Lockhartové - Stín na severu, ale jeho první větší role přišla v roce 2007 v seriálu BBC, Party Animals. V lednu 2009 byl Smith ohlášen jako jedenáctá internace Doktora, čímž se stal nejmladší osobou, která tuto roli hrála, v celé britské televizní historii.

## Životopis
Narodil se a vyrostl v Northamptonu v Northamptonshire. Navštěvoval northamptonskou chlapeckou školu. Plánoval, že se stane profesionálním fotbalistou a hrál za dorostenecké týmy Northampton Town, Nottingham Forest a Leicester City. Po vážném zranění zad již nemohl profesionálně hrát a tak mu jeho učitel herectví bez jeho souhlasu sehnal roli ve hře Dvanáct rozhněvaných mužů. Ačkoliv si Matt ve hře zahrál, odmítl se zúčastnit divadelního festivalu, kam ho jeho učitel také zapsal. Jeho učitel to ale nevzdával a nakonec ho přesvědčil, aby šel do National Youth Theatre v Londýně.
Po opuštění této školy studoval drama a tvůrčí psaní na University of East Anglia, kde absolvoval v roce 2005. Jeho první role za působení u National Youth Theatre byly Thomas Becket v Murder in the Cathedral a Basoon v Mistrovi a Markétce. Tyto role mu získaly agenta a jeho první profesionální práci, ve hrách Fresh Kills a On the Shore of the Wide World. Jeho nové profesionální role ho vedly k dohodě na univerzitě, aby mohl absolvovat i bez účasti na přednáškách ve svém posledním roce.

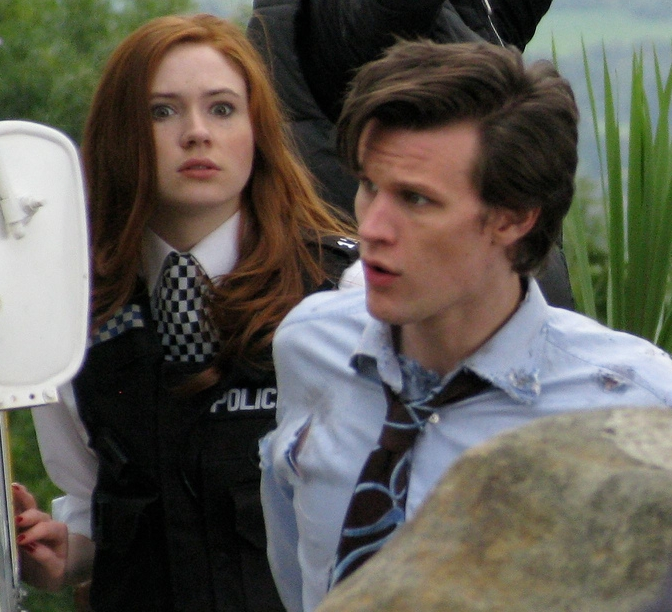
Smith jako jedenáctý Doktor při natáčení Pána času s Karen Gillan v roli Amy Pond

V lednu 2009 byl Smith odhalen jako jedenáctý Doktor v britském sci-fi seriálu Pán času. V roli nahradil Davida Tennanta, který svůj odchod oznámil v říjnu 2008. Smith byl téměř neznámý herec v porovnání s herci, kteří se doposud v seriálu objevovali, jako Paterson Joseph, David Morrissey, Sean Pertwee, James Nesbitt, Russell Tovey, Catherine Zeta-Jones, Chiwetel Ejiofor, Robert Carlyle a Billie Piper. Jeho nejasnost vedla k novinovým titulkům "Doctor Who?" (Doktor kdo?), což je narážka na název seriálu.
Smith byl jedním z prvních herců, kteří se o roli ucházeli a na konkurzu vystupoval hned první den. Produkční tým, skládající se z producenta Stevena Moffata a výkonného producenta Pierse Wengera, ho vybrali ihned na základě jeho výkonu. Smith byl navíc i na konkurzu na roli Johna Watsona v Moffatově seriálu Sherlock a konkurzy se konaly téměř současně, ale byl neúspěšný, protože si Moffat myslel, že jeho výstřední styl hraní byl bližší Holmesovi a tuto roli již získal Benedict Cumberbatch. Ve dvaceti šesti letech byl Smith o tři roky mladší než Peter Davison, který byl v roce 1981 obsazen do role Doktora a vlastně mladší, než jakýkoliv herec, který ztvárňoval Doktora. Po třech týdnech konkurzu se Moffat a Wenger shodli, že to "stejně vždycky byl Matt" a tak získal roli Doktora. V BBC byli opatrní ohledně obsazení Matta, protože cítili, že šestadvacetiletý herec nemůže zahrát adekvátně postavu Doktora, ale Smith své herecké kvality prokázal v seriálu Party Animals a přesvědčil je. Někteří fanoušci seriálu věřili, že Smith nemá pro roli dostatečně zkušeností a je příliš mladý, zatímco ti ostatní ho podporovali a citovali jeho předvedené herecké schopnosti. Za svůj výkon v prvních sériích byl nominován za nejlepší dramatický výkon na National Television Awards.
O své roli řekl: "Doktor je nadšený a fascinovaný i těmi nejmenšími věcmi. Vším. Opravdu každou věcí. To je na něm jako postavě úžasné. Proto ho myslím mají děti rády. Protože nic neodmítne. Není cynický. Je otevřený ke každému aspektu vesmíru." V červnu 2010 se objevil na hudebním festivalu Glastonbury na jevišti se skupinou Orbital a společně s ní zazpíval úvodní znělku Pána času. Také moderoval Ples Pána času, který se konal v Royal Albert Hall ve dnech 24. a 25. července 2010. Dne 26. května 2012 nesl olympijskou pochodeň nad Cardiffem, což je činnost, které si fanoušci všimli s podobností, kdy v epizodě z roku 2006 Doktor také nesl pochodeň. V srpnu 2012 řekl, že bude pokračovat v hraní Doktora ještě nejméně do roku 2014. Ale 2. června 2013 oznámil že v roli končí (za jeho nástupce byl vybrán Peter Capaldi)
Objevil se i na poli filmu, poprvé v roce 2007 ve snímku V Bruggách, kde hrál mladší verzi postavy Ralpha Fiennese, jeho scéna však byla z filmu vymazána. V roce 2009 se objevil ve krátkém filmu s názvem Together a v roce 2010 ve snímku Lůno, v hlavní roli s Evou Green.

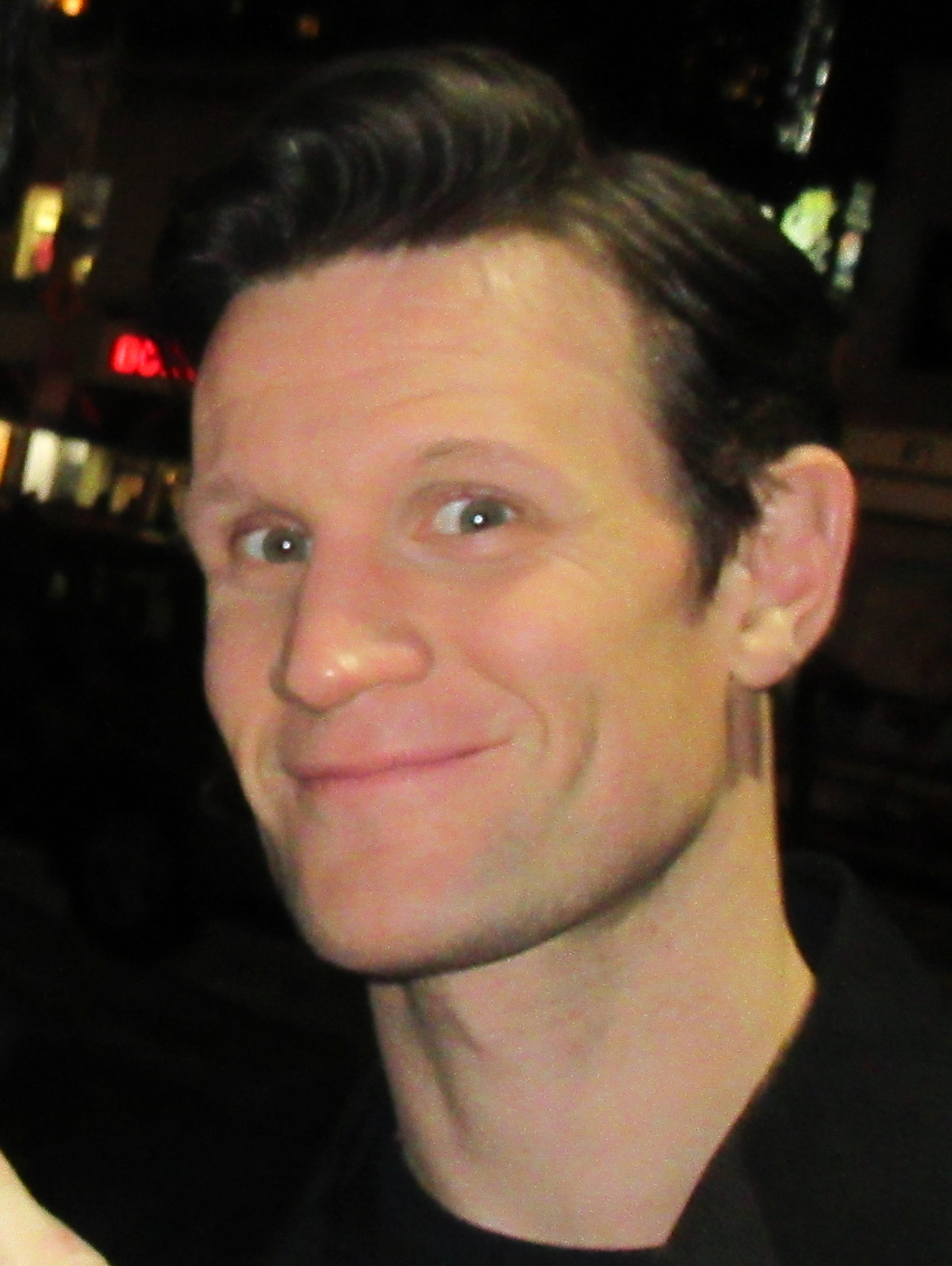
Smith v roce 2019

V roce 2019 bylo oznámeno, že bude hrát Loxiase Crowna v superhrdinském filmu Morbius z franšízy Sony's Marvel Universe natočeného podle komiksů o stejnojmenné postavě od Marvel Comics. Smithovi předtím byly nabídnuty role v superhrdinských filmech, ale nikdy je nepřijal. Rozhodl se být součástí tohoto filmu díky režisérovi Danielu Espinosaovi a také díky přesvědčování ze strany Karen Gillan, která hraje Nebulu ve franšíze Marvel Cinematic Universe.

## Osobní život
Chodil s Daisy Lowe, ale rozešli se na konci roku 2011 kvůli pracovním závazkům. V roce 2014 navázal vztah s herečkou Lily James. V roce 2016 si společně zahráli ve filmu Pýcha, předsudek a zombie. Rozešli se v roce 2019. Od roku 2023 chodí s herečkou a modelkou Emmou Laird.
Jeho sestra Laura Jayne byla jednou z tanečnic, která se objevila v roce 2004 ve videoklipu zpěváka Erica Prydze s názvem "Call on Me".
Smith je ateista a podporuje fotbalový klub Blackburn Rovers FC. Uvedl, že jeho oblíbená skupina Radiohead, patří mezi jeho hlavní inspirace.

## Filmografie

### Televize
| Rok       | Název                                     | Role                              | Poznámky          |
| --------- | ----------------------------------------- | --------------------------------- | ----------------- |
| 2006      | Záhady Sally Lockhartové - Rubín v kouři  | TV film                           | 8 dílů            |
| 2007      | Záhady Sally Lockhartové - Stín na severu | Jim Taylor                        | TV film           |
| 2007      | Party Animals                             | Danny Foster                      | 8 dílů            |
| 2007      | Tajný deník call girl                     | Tim                               | 1 díl             |
| 2007      | The Street                                | Ian Hanley                        | 2 díly            |
| 2009      | Mojžíš Jones                              | DS Dan Twentyman                  | 3 díly            |
| 2010–2014 | Doctor Who                                | Doktor                            | 40 dílů           |
| 2010      | Dobrodružství Sarah Jane                  | Doktor                            | 2 díly            |
| 2011      | Sbohem Berlíne                            | Christopher Isherwood             | TV film           |
| 2013      | An Adventure in Space and Time            | sám sebe                          | cameo             |
| 2013      | The Five(ish) Doctors Reboot              | sám sebe                          | TV film           |
| 2016–2017 | Koruna                                    | Princ Philip, vévoda z Edinburghu | 20 dílů           |
| 2021      | This Time with Alan Partridge             | Dan Milner                        | Díl: 2.3          |
| 2021      | Superworm                                 | Superworm (hlas)                  | Animovaný speciál |
| 2022–     | Rod draka                                 | Daemon Targaryen                  | hlavní role       |

### Film
| Rok  | Název                     | Role                | Poznámky            |
| ---- | ------------------------- | ------------------- | ------------------- |
| 2007 | V Bruggách                | Mladý Harry         | vymazaná scéna      |
| 2009 | Together                  | Rob                 | krátkometrážní film |
| 2010 | Lůno                      | Thomas              |                     |
| 2012 | Bert & Dickie             | Bert Bushnell       |                     |
| 2013 | Horrid Henry 2: The Movie | Mr. Bell            |                     |
| 2014 | Lost River                | Bully               |                     |
| 2015 | Terminátor Genisys        | Alex / T5000        |                     |
| 2016 | Pýcha, předsudek a zombie | Parson Collins      |                     |
| 2018 | Patient Zero              | Morgan              |                     |
| 2018 | Mapplethorpe              | Robert Mapplethorpe |                     |
| 2018 | Charlie Says              | Charles Manson      |                     |
| 2019 | Official Secrets          | Martin Bright       |                     |
| 2020 | His House                 | Mark Essworth       |                     |
| 2021 | Last Night in Soho        | Jack                |                     |
| 2021 | The Forgiven              | Richard Galloway    |                     |
| 2022 | Morbius                   | Loxias Crown        |                     |

### Divadlo
| Rok       | Název                          | Role             | Divadlo                               |
| --------- | ------------------------------ | ---------------- | ------------------------------------- |
| 2003      | Murder in the Cathedral        | Thomas Becket    | National Youth Theatre                |
| 2004      | Mistr a Markétka               | Basoon           | Lyric Hammersmith                     |
| 2004      | Fresh Kills                    | Arnold           | Royal Court Theatre Upstairs          |
| 2005      | On the Shore of the Wide World | Paul Danzinger   | Royal Exchange Royal National Theatre |
| 2005–2006 | The History Boys               | Lockwood         | Royal National Theatre                |
| 2006      | Burn/Chatroom/Citizenship      | Tom/William/Gary | Royal National Theatre                |
| 2007      | That Face                      | Henry            | Royal Court Theatre Upstairs          |
| 2007–2008 | Swimming with Sharks           | Guy              | Vaudeville Theatre                    |
| 2008      | That Face                      | Henry            | Duke of York's Theatre                |
| 2013–2014 | American Psycho                | Patrick Bateman  | Almeida Theatre                       |
| 2016      | Unreachable                    | Maxim            | Royal Court Theatre                   |
| 2019      | Lungs                          | M                | The Old Vic, Londýn                   |
| 2024      | Nepřítel lidu                  | Thomas Stockmann | Duke of York's Theatre                |

### Videohry
| Rok  | Název                           | Role   |
| ---- | ------------------------------- | ------ |
| 2010 | Doctor Who: The Adventure Games | Doktor |
| 2010 | Doctor Who: Return to Earth     | Doktor |
| 2010 | Doctor Who: Evacuation Earth    | Doktor |
| 2012 | Doctor Who: The Eternity Clock  | Doktor |
| 2015 | Lego Dimensions                 | Doktor |

## Ocenění a nominace
| Rok  | Ocenění                                     | Kategorie                                      | Práce                     | Výsledek  |
| ---- | ------------------------------------------- | ---------------------------------------------- | ------------------------- | --------- |
| 2010 | TV Quick Awards                             | Nejlepší mužský herecký výkon                  | Pán času                  | nominace  |
| 2011 | SFX Awards                                  | Nejlepší mužský herecký výkon                  | Pán času                  | vítězství |
| 2011 | National Television Awards                  | Nejlepší mužský herecký výkon – drama          | Pán času                  | nominace  |
| 2011 | Televizní cena Britské akademie             | Nejlepší mužský herecký výkon                  | Pán času                  | nominace  |
| 2011 | TV Quick Awards                             | Nejlepší mužský herecký výkon                  | Pán času                  | nominace  |
| 2012 | TV Quick Awards                             | Nejlepší mužský herecký výkon                  | Pán času                  | nominace  |
| 2012 | SFX Awards                                  | Nejlepší mužský herecký výkon                  | Pán času                  | vítězství |
| 2012 | National Television Awards                  | Nejlepší mužský herecký výkon – drama          | Pán času                  | vítězství |
| 2013 | National Television Awards                  | Nejlepší mužský herecký výkon – drama          | Pán času                  | nominace  |
| 2014 | National Television Awards                  | Nejlepší mužský herecký výkon – drama          | Pán času                  | vítězství |
| 2016 | BloodGuts UK Horror Awards                  | Nejlepší mužský herecký výkon ve vedlejší roli | Pýcha, předsudek a zombie | nominace  |
| 2017 | Screen Actors Guild Awards                  | Nejlepší obsazení – dramatický seriál          | Koruna                    | nominace  |
| 2017 | Broadcasting Press Guild Awards             | Nejlepší mužský herecký výkon                  | Koruna                    | nominace  |
| 2017 | Online Film & Television Association Awards | Nejlepší mužský herecký výkon – seriál (drama) | Koruna                    | nominace  |
| 2018 | Cena Emmy                                   | Nejlepší mužský herecký výkon – seriál (drama) | Koruna                    | nominace  |
| 2018 | Screen Actors Guild Awards                  | Nejlepší obsazení – seriál (drama)             | Koruna                    | nominace  |